# 2019 en Azerbaïdjan
Chronologie de l'Azerbaïdjan
- 2015
- 2016
- 2017
- 2018
- 2019
- 2020
- 2021
- 2022
- 2023

Cet article concerne l'année 2019 en Azerbaïdjan.

## Événements

### Mai
- 16 au 19 mai : Les Championnats d'Europe de gymnastique rythmique 2019 ont lieu à Bakou.
- 29 mai : La Finale de la Ligue Europa 2018-2019 a lieu à Bakou.

### Juin
- 30 juin : Début de la 43e session du Comité du patrimoine mondial à Bakou qui se terminera le 10 juillet.

### Juillet
- 21 au 27 juillet : Le festival olympique d'été de la jeunesse européenne 2019 a lieu à Bakou.

### Septembre
- 16 au 22 septembre : Les Championnats du monde de gymnastique rythmique 2019 ont lieu à Bakou.

### Octobre
- 8, 19 et 20 octobre : Des manifestations ont lieu à Bakou.

## Décès
- 9 mai : Arif Melikov, compositeur
- 6 décembre : Yevda Abramov, homme politique
- 20 décembre : Djamil Mufidzade, graphiste et peintre